# Richard Limo
Richard Kipkemei Limo (Cheptigit, 18 novembre 1980) è un mezzofondista, siepista e maratoneta keniota, campione mondiale dei 5000 metri piani a Edmonton 2001.

## Palmarès
| Anno | Manifestazione          | Sede         | Evento         | Risultato | Prestazione | Note                          |
| ---- | ----------------------- | ------------ | -------------- | --------- | ----------- | ----------------------------- |
| 1998 | Mondiali di cross       | Marrakech    | Corsa juniores | Argento   | 22'50"      |                               |
| 1998 | Campionati africani     | Dakar        | 3000 m siepi   | Argento   | 8'20"67     | Miglior prestazione personale |
| 1998 | Giochi del Commonwealth | Kuala Lumpur | 5000 m piani   | Bronzo    | 13'37"42    |                               |
| 1999 | Mondiali di cross       | Belfast      | Corsa juniores | Argento   | 25'43"      |                               |
| 1999 | Giochi panafricani      | Johannesburg | 5000 m piani   | 6º        | 13'53"03    |                               |
| 2000 | Giochi olimpici         | Sydney       | 5000 m piani   | 10º       | 13'39"43    |                               |
| 2001 | Mondiali di cross       | Ostenda      | Corsa lunga    | 32º       | 41'31"      |                               |
| 2001 | Mondiali                | Edmonton     | 5000 m piani   | Oro       | 13'00"77    |                               |
| 2002 | Mondiali di cross       | Dublino      | Corsa lunga    | 4º        | 35'26"      |                               |
| 2003 | Mondiali di cross       | Losanna      | Corsa lunga    | 4º        | 36'39"      |                               |
| 2003 | Mondiali                | Saint-Denis  | 5000 m piani   | 7º        | 13'01"13    |                               |
| 2004 | Mondiali di cross       | Bruxelles    | Corsa lunga    | 32º       | 38'03"      |                               |

## Campionati nazionali
2002
- Oro ai campionati kenioti di corsa campestre

## Altre competizioni internazionali
1998
- Oro al Moi University Open Crosscountry ( Eldoret) - 37'50"
- Oro al Sylvestercross ( Soest) - 30'44"

1999
- 4º alla Grand Prix Final ( Monaco di Baviera), 3000 m piani - 7'37"18
- Oro alla Ras Na h-Eireann ( Dunleer) - 30'13"
- Bronzo al Moi University Open Crosscountry ( Eldoret) - 35'33"
- Oro al Cross Zornotza ( Amorebieta-Etxano) - 33'53"
- Oro al Nairobi International Junior Crosscountry ( Nairobi) - 24'12"
- Oro alla Silvesterlauf ( Peuerbach), 6,8 km - 18'46"

2000
- Argento al Memorial Peppe Greco ( Scicli) - 28'40"
- Bronzo al Giro Podistico Internazionale di Pettinengo ( Pettinengo), 9,5 km - 27'12"
- Bronzo alla Silvesterlauf ( Peuerbach), 6,8 km - 18'56"
- Argento al Cross Zornotza ( Amorebieta-Etxano) - 33'29"
- 5º al Great North Crosscountry ( Durham) - 26'49"

2001
- 5º alla Grand Prix Final ( Melbourne), 3000 m piani - 7'54"82
- Argento alla BOclassic ( Bolzano) - 28'43"
- Argento alla Fila Discovery Kenya Great Rift Valley ( Eldoret), 12 km - 37'30"
- 10º al Cross Zornotza ( Amorebieta-Etxano) - 33'27"

2002
- 7º alla Grand Prix Final ( Parigi), 3000 m piani - 8'34"86
- Argento al Campaccio ( San Giorgio su Legnano) - 35'07"
- Oro al Cross di Alà dei Sardi ( Alà dei Sardi) - 29'53"
- Oro alla Fila Discovery Kenya Great Rift Valley ( Eldoret), 12 km - 36'33"

2003
- Argento alla World Athletics Final ( Monaco), 5000 m piani - 13'23"95
- 7º al Campaccio ( San Giorgio su Legnano) - 36'45"
- 6º al Memorial Peppe Greco ( Scicli) - 29'20"
- Bronzo al Discovery Kenya Crosscountry ( Eldoret) - 37'27"
- 6º al Belfast International Crosscountry ( Belfast) - 24'55"

2004
- Oro al Giro Media Blenio ( Dongio) - 28'51"

2005
- 6º al Cross IAAF Auchan Roncq ( Tourcoing) - 27'00"
- Bronzo al Cross Internacional de Itálica ( Itálica) - 31'32"

2006
- 4º alla Mezza maratona di Lisbona ( Lisbona) - 1h05'03"
- 12º alla Dam tot Dam ( Zaandam) - 48'27"
- 7º alla Zevenheuvelenloop ( Nimega), 15 km - 43'51"
- Argento alla Montferland Run ( 's-Heerenberg), 15 km - 43'44"
- Argento alla Parelloop ( Brunssum) - 29'02"
- Argento al Lotto CrossCup van West-Vlaanderen ( Roeselare) - 29'22"

2007
- Argento alla Maratona di Amsterdam ( Amsterdam) - 2h06'45"
- 7º alla Greifenseelauf ( Uster) - 1h05'09"

2008
- 9º alla Maratona di Chicago ( Chicago) - 2h18'48"
- 4º alla Maratona di Rotterdam ( Rotterdam) - 2h08'43"
- 19º alla Mezza maratona di Rotterdam ( Rotterdam) - 1h02'22"
- 9º al Giro podistico internazionale di Castelbuono ( Castelbuono) - 36'14"
- Bronzo alla Great Capital Run ( Londra) - 29'06"

2009
- 5º alla Maratona di Chicago ( Chicago) - 2h08'43"
- 9º alla Maratona di Rotterdam ( Rotterdam) - 2h10'09"
- 26º alla Discovery Kenya Half Marathon ( Eldoret) - 1h04'16"
- 6º alla Alphen aan den Rijn 20 km ( Alphen aan den Rijn) - 59'59"
- 11º alla Beach to Beacon ( Cape Elizabeth) - 29'17"

2010
- Oro alla Maratona di San Diego ( San Diego) - 2h09'58"
- Argento alla Maratona di Los Angeles ( Los Angeles) - 2h09'58"
- Argento alla Maratona di Honolulu ( Honolulu) - 2h17'18"
- 13º alla Marseille-Cassis ( Marsiglia), 20 km - 1h05'15"

2011
- Bronzo alla Maratona di Reims ( Reims) - 2h10'02"

2012
- 18º alla Maratona di Parigi ( Parigi) - 2h13'06"
- Argento alla Maratona di Reims ( Reims) - 2h11'02"

2013
- 5º alla Milano Marathon ( Milano) - 2h15'42"

2016
- 27º alla Maratona di Nairobi ( Nairobi) - 2h20'26"

2018
- 6º alla Maratona di Porto ( Porto) - 2h15'06"